# Pipiza lugubris
Pipiza lugubris là một loài ruồi trong họ Ruồi giả ong (Syrphidae). Loài này được Fabricius mô tả khoa học đầu tiên năm 1775. Pipiza lugubris phân bố ở vùng Cổ Bắc giới